# 2-methyl-2-buteen
2-methyl-2-buteen is een organische verbinding met als brutoformule C5H10. De stof komt voor als een kleurloze vloeistof met een onaangename geur, die onoplosbaar is in water.
2-methyl-2-buteen is een structuurisomeer van 1-penteen. Het is een van de vele koolwaterstoffen die in aardolie en andere organische afzettingen wordt aangetroffen.